# Taoufik Ameziane
 Taoufik Ameziane (Tilburg, 23 december 1977) is een Nederlandse/Marokkaanse voormalig voetballer die als verdediger speelde. In het seizoen 2017/18 is Ameziane scout geworden bij Willem II, de club waar zijn profcarrière begon.  